# Off the Beaten Track
Off the Beaten Track est une compilation d'inédits du groupe The Stranglers. Elle regroupe essentiellement des faces B de 45 t ainsi que quatre titres issus de 45 t inédits.

## Liste des titres
1. Go Buddy Go (1977)
2. Top Secret (1981)
3. Old Codger (1978)
4. Man in White (1981)
5. Rock It to the Moon (1978)
6. Love 30 (1982)
7. Shut Up (1978)
8. Walk On By (1978)
9. Vietnamerica (1981)
10. Mean to Me (1977)
11. Cruel Garden (1982)
12. Yellowcake UF6 (1978)
13. 5 Minutes  (1978)